# منتخب السويد للريشة الطائرة
منتخب السويد لتنس الريشة هو ممثل السويد الرسمي في المنافسات الدولية في كرة الريشة .